# Adonisea amaryllis
Adonisea amaryllis är en fjärilsart som beskrevs av Smith 1891. Adonisea amaryllis ingår i släktet Adonisea och familjen nattflyn. Inga underarter finns listade i Catalogue of Life.